# Geolycosa subvittata
Geolycosa subvittata is een spinnensoort uit de familie van de wolfspinnen (Lycosidae).
De wetenschappelijke naam van de soort werd in 1900 als Lycosa subvittata gepubliceerd door Reginald Innes Pocock.